# Simon the Sorcerer
Simon the Sorcerer is een avonturenspel ontworpen en uitgebracht door Adventure Soft in 1993. Het spel is uitgekomen voor de Amiga, Amiga CD32, MS-DOS en RISC OS.

## Verhaal
De speler bestuurt het personage Simon, een tiener, wiens hond Chippy een kist vindt op de zolder van hun huis. In de kist zit een toverboek. Wanneer Simon het boek op de grond gooit, ontstaat er een wormgat. Chippy gaat door het wormgat en Simon achtervolgt hem. Simon komt terecht in een andere dimensie waar hij in de kookpot belandt van drie goblins die hem willen opeten. Nadat hij ontsnapt komt hij in een dorpje terecht. Daar krijgt hij de opdracht om tovenaar Calypso te bevrijden die ontvoerd werd door de slechte magiër Sordid.

## Spel
Het spel bevat diverse parodieën op populaire boeken en sprookjes zoals Raponsje, In de Ban van de Ring, De Kronieken van Narnia, Jaak en de bonenstaak en De drie geiten.
Het spel verscheen oorspronkelijk op meerdere diskettes. Later kwam er een cd-rom met ingesproken tekst. De cd-romversie bevatte geen ondertiteling.